# Vampire Circus
Vampire Circus (Brasil: O Circo dos Vampiros / Portugal: O Vampiro e a Cigana) é um filme britânico de terror produzido em 1972 pela Hammer Films. 
A história fala sobre um circo itinerante, onde os artistas vampiros atacam as crianças de uma vila do século 19 na Áustria. Foi gravado nos estúdios da Pinewood.

## Sinopse
A história se passa na Áustria, onde o Conde Mitterhaus, que é um vampiro, ataca as crianças do vilarejo. Os aldeões, liderados por Müller e pelo prefeito, atacam o castelo e cravam uma estaca no coração do Conde, que em seu último suspiro, joga uma maldição nos moradores, prometendo que seus filhos vão morrer para dar-lhe de volta a sua vida. Os aldeões punem Anna por tê-lo ajudado até que Müller interrompe. Anna corre de volta para o castelo e arrasta o corpo do Conde para uma cripta. O sangue caindo de suas feridas revivem o Conde por um curto tempo, que diz para ela encontrar seu primo Emil. Enquanto isso os moradores ateiam fogo no castelo.
Quinze anos mais tarde, a aldeia é assolada pela peste negra e os cidadãos principais estão debatendo se é apenas uma doença, como o Dr. Kersch e Prof Müller sugerem, ou devido a maldição do Conde, como Schilt e Hauser acreditam. Dr. Kersch sugere romper o bloqueio para obter ajuda e suprimentos médicos e com a ajuda de seu jovem filho Anton, ele consegue. Imediatamente antes da partida, um circo itinerante chega na aldeia, liderada por um anão e uma mulher cigana. O que os habitantes não sabem é que os artistas do circo planejam vingar a morte do Conde, matando um a um os culpados, e drenar o sangue de seus filhos para que o Conde possa voltar a vida.

## Elenco
- Anthony Higgins - Emil
- David Prowse - homem forte
- Lalla Ward ... Helga

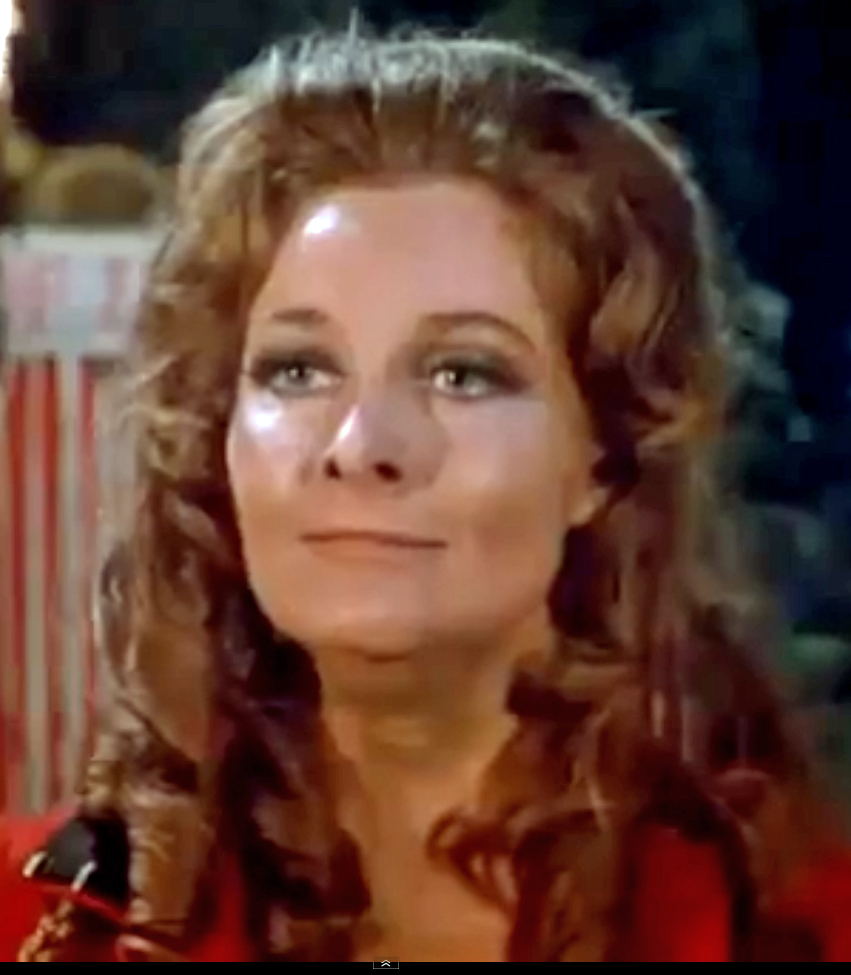
Adrienne Corri em Vampire Circus

- Laurence Payne ... Professor Albert Müller
- Domini Blythe ... Anna Müller, sua esposa
- Lynne Frederick ... Dora Müller, sua filha
- Thorley Walters ... major
- Adrienne Corri ... cigana
- Mary Wimbush ... Elvira, a esposa do major
- Christina Paul ... Rosa, filha do major
- Robin Sachs ... Heinrich
- Richard Owens ... Dr. Kersch
- John Moulder-Brown ... Anton Kersch
- Robin Hunter ... Mr Hauser
- Elizabeth Seal ... Gerta Hauser, sua esposa
- Barnaby Shaw ... Gustav Hauser, seu filho
- John Bown ... Mr Schilt
- Jane Darby ... Jenny Schilt, sua filha
- Robert Tayman ... Conde Mitterhaus
- Skip Martin ... Michael, o anão